# سیارک ۱۷۹۰۹
سیارک ۱۷۹۰۹ (به انگلیسی: 17909 Nikhilshukla، نامگذاری:1999FC35) هفده هزار و نهصد و نهمین سیارک کشف شده‌است که در ۱۹ مارس ۱۹۹۹ کشف شد.
قدر مطلق سیارک برابر ۱۵.۵ است.